# Heinz Gerischer
Heinz Gerischer (Wittenberg, 1919. március 31. – Berlin, 1994. szeptember 14.) német kémikus és egyetemi tanár. Főleg az elektrokémia terén alkotott. Doktori tanácsadója Karl Friedrich Bonhoeffer volt. Ő volt a Nobel-díjas Gerhard Ertl témavezetője.